# Litteras a Vobis
 Litteras a Vobis  è un'enciclica di papa Leone XIII, datata 2 luglio 1894, scritta all'Episcopato del Brasile circa la situazione della Chiesa brasiliana.